# Firefly
Firefly és una sèrie de televisió nord-americana de ciència-ficció creada pel director, guionista i productor Joss Whedon, creador també de Buffy the Vampire Slayer i d'Angel, en la seva productora Mutant Enemy. L'ambientació, inspirada en els westerns, va presentar un rerefons atípic per a la narrativa de la ciència-ficció. Whedon va fer de productor executiu, juntament amb Tim Minear. Firefly està doblada a l'espanyol per l'Amèrica Llatina als DVD venuts als EUA.
Firefly es va començar a emetre als Estats Units i al Canadà per la FOX el 20 de setembre del 2002. La van cancel·lar després d'emetre només onze episodis dels catorze produïts. Malgrat la seva curta vida, Firefly va resultar ser un èxit de vendes inesperat en ser llançada en DVD, el que unit a les campanyes entusiastes dels seus seguidors va portar a Whedon i a Universal Pictures a produir una pel·lícula basada en la sèrie, titulada Serenity nom de la nau espacial fictícia de classe Firefly (lluerna en anglès, per la semblança amb l'insecte) presentada a la sèrie. Va guanyar un Premi Emmy el 2003 per "Outstanding Special Visual Effects for a Series" (Excepcionals Efectes Visuals per a una Sèrie).
La sèrie se situa en l'any 2517, després de l'arribada dels humans a un nou sistema estel·lar, i explica les aventures de la tripulació de renegats de la Serenity, una nau espacial de la classe Firefly. El conjunt del repartiment representa els nou personatges que viuen a Serenity. Whedon va descriure la sèrie com «nou persones observant la negror de l'espai i veient nou coses diferents». La sèrie explora les vicissituds de la gent que va lluitar en el bàndol perdedor d'una guerra civil, així com la cultura pionera que existeix en els confins del seu sistema estel·lar. Addicionalment, és un futur on les úniques dues superpotències supervivents, els Estats Units i la Xina, es van unir per formar el govern federal central, anomenat l'Aliança, resultant també en la fusió de les dues cultures. Segons Whedon, res ha canviat en el futur: hi ha més gent amb tecnologia més avançada, però segueixen tenint els mateixos problemes polítics, morals, i ètnics.

## Argument

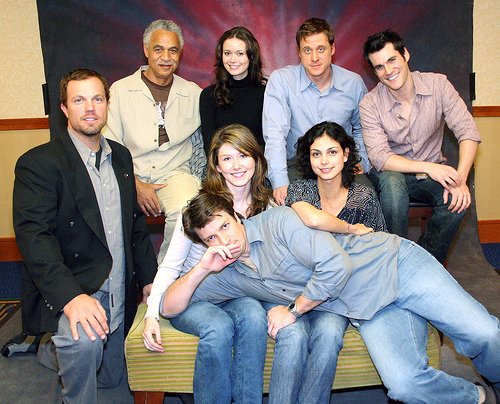
Actors protagonistes de la sèrie, 2005

### Antecedents
La sèrie es desenvolupa l'any 2517, en diversos planetes i llunes. La sèrie de TV no revela si aquests cossos celestes estan en un sistema estel·lar concret, i no explica si el mode de propulsió de la Serenity és més ràpid que la llum, només s'esmenta que és un «motor de gravetat». La pel·lícula Serenity aclareix que tots els planetes i llunes estan en un gran sistema, i documents de producció relatius a la pel·lícula indiquen que no hi ha viatges més ràpids que la llum en aquest univers. De forma ocasional, els personatges es refereixen a la «Terra que va ser» i en la pel·lícula s'estableix que molt abans dels esdeveniments de la sèrie una gran població havia emigrat des de la Terra a un nou sistema estel·lar en naus espacials multigeneracionals : «La Terra- que-va ser no podia sustentar més el nostre nombre, érem massa». Els emigrants es van establir en aquest nou sistema estel·lar, amb «dotzenes de planetes i centenars de llunes». Molts d'ells van ser «terraformats», un procés en el qual un planeta o lluna és alterat per assemblar-se a la Terra. Tanmateix, aquest procés va ser només el primer pas per fer un planeta habitable, i els assentaments perifèrics sovint no van rebre més suport en la construcció de les seves civilitzacions. Això va resultar en que molts dels planetes fronterers tinguessin ambients esquerps, secs, semblants als que trobem al gènere del Salvatge Oest.

### Sinopsi

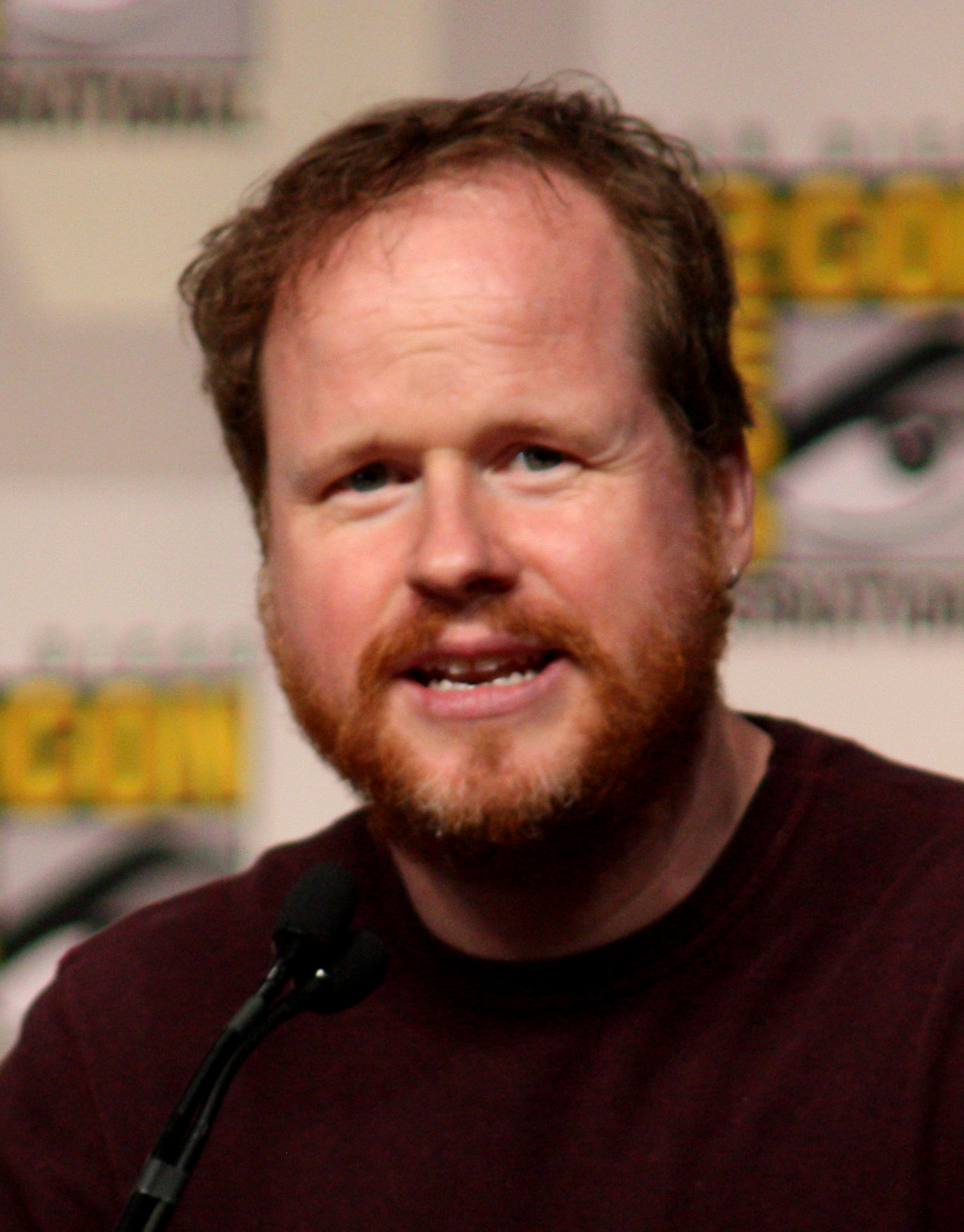
Joss Whedon

El programa pren el seu nom de la nau espacial Serenity, de la classe Firefly, que els personatges centrals anomenen llar. Sembla una cuca de llum (Firefly) en la disposició general, i la secció de cua, anàloga a un abdomen insectoide bioluminescent, s'encén durant l'acceleració.
A través de la sèrie es mostra a l'Aliança governant el sistema estel·lar a través d'una organització de planetes "centrals", seguint el seu èxit en unificar forçosament totes les colònies sota un únic govern. Els comentaris en DVD suggereixen que dos planetes "centrals" primaris componen l'Aliança, un de cultura predominantment Occidental, i un altre pan-Asiàtic, justificant la lingüística mixta i temes visuals de la sèrie. Els planetes centrals estan sota el ferm control de l'Aliança, però els planetes fronterers i les llunes s'assemblen al farwest nord-americà del segle xix, amb poca autoritat governamental. Colons i refugiats en els mons fronterers ("fora en la negror" o "anant a la negror") tenen relativa llibertat del govern central, però falten les comoditats de la civilització tecnològicament avançada que existeix en els mons interiors. A més, les àrees frontereres estan poblades pels Reavers, una raça errant i caníbal.
En aquesta barreja són presentats els protagonistes de la sèrie. El capità de la tripulació de la Serenity és Malcom "Mal" Reynolds (Nathan Fillion) i l'episodi pilot "Serenity" estableix que el capità i el seu primer oficial Zoe Washburn (Gina Torres) són veterans "Casaques Marrons" de la Guerra de la Unificació, un intent fallit dels mons fronterers de resistir l'afirmació del control per part de l'Aliança. Un episodi posterior, titulat "Out of Gas" (Sense Combustible), revela que Mal va comprar la nau espacial Serenity per continuar vivint més enllà del control de l'Aliança. La majoria de treballs de la tripulació consisteixen en transports de càrrega o contraban. Un dels arcs principals de la història és el de River Tam (Summer Glau) i el seu germà Simon (Sean Maher). River va ser una nena prodigi, la seva ment va ser sotmesa a experiments. Com a resultat, mostra esquizofrènia i sovint sent veus. Es revela més tard que és una "lectora", algú que posseeix habilitats psíquiques. Simon va abandonar una carrera de gran èxit com a cirurgià d'urgències per rescatar-la de l'Aliança i com a resultat d'aquest rescat ambdós es converteixen en criminals buscats. En l'episodi pilot original "Serenity", Simon s'uneix a la tripulació com un passatger amb River. Com Whedon indica en un comentari del DVD, cada programa que ell fa tracta sobre crear una família. En l'últim episodi, "Objects in Space" (Objectes en l'Espai), el personatge fracturat de River finalment s'ha completat parcialment, perquè els altres decideixen acceptar-la en la seva" família "de la nau.

### Elements característics de la serie

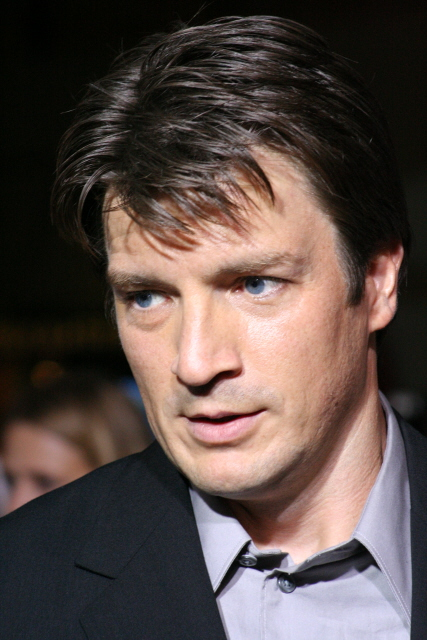
Mal

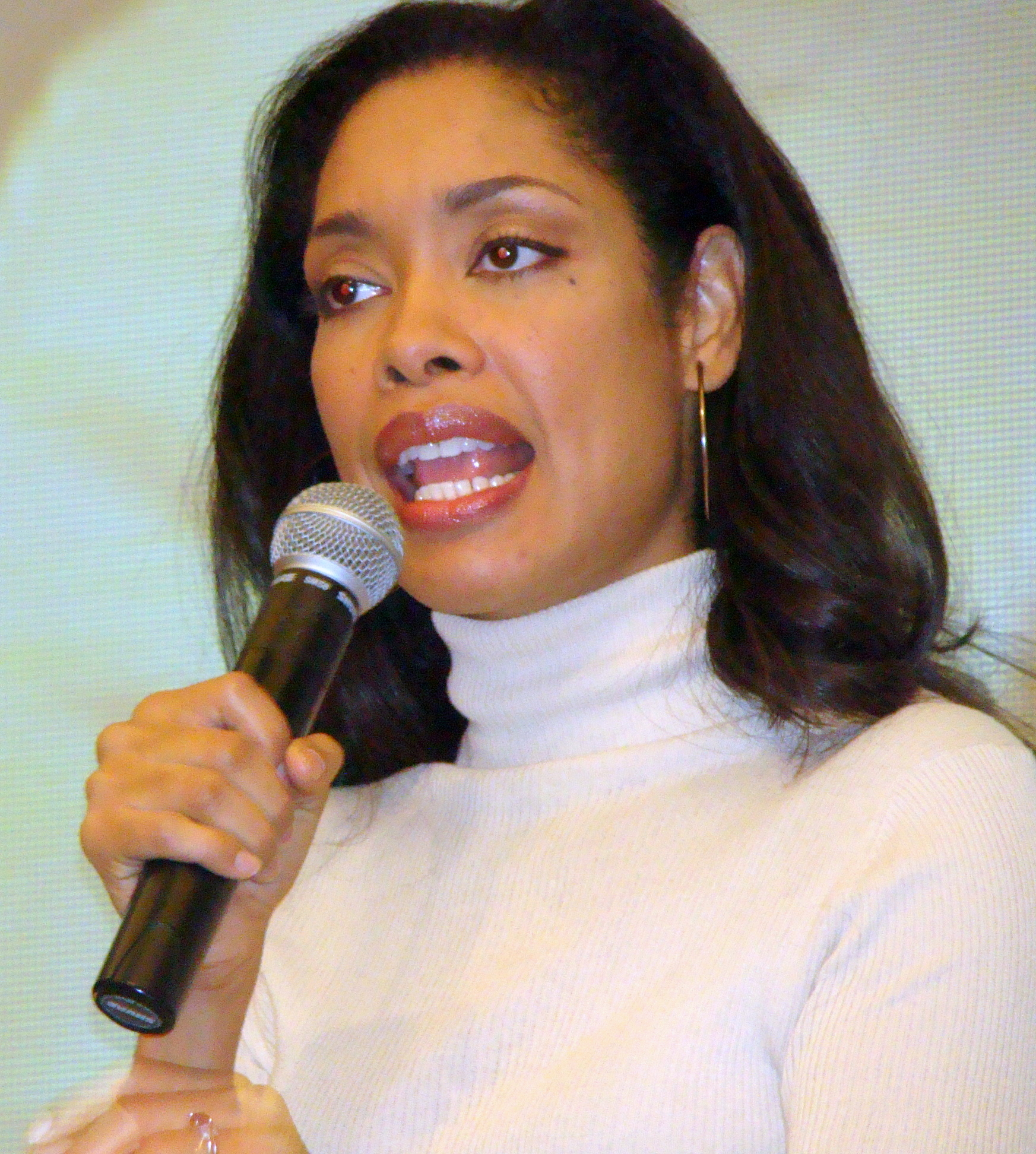
Zoë

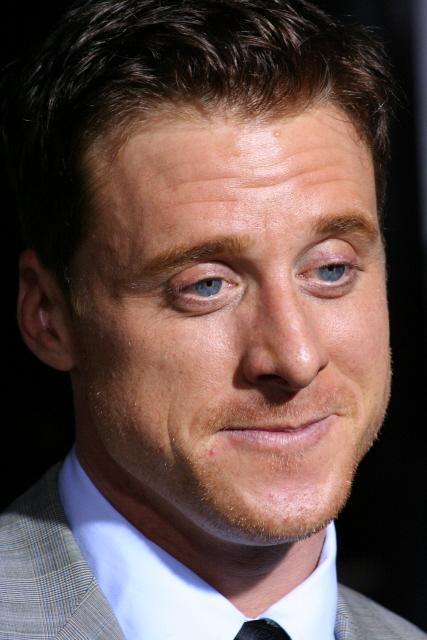
Wash

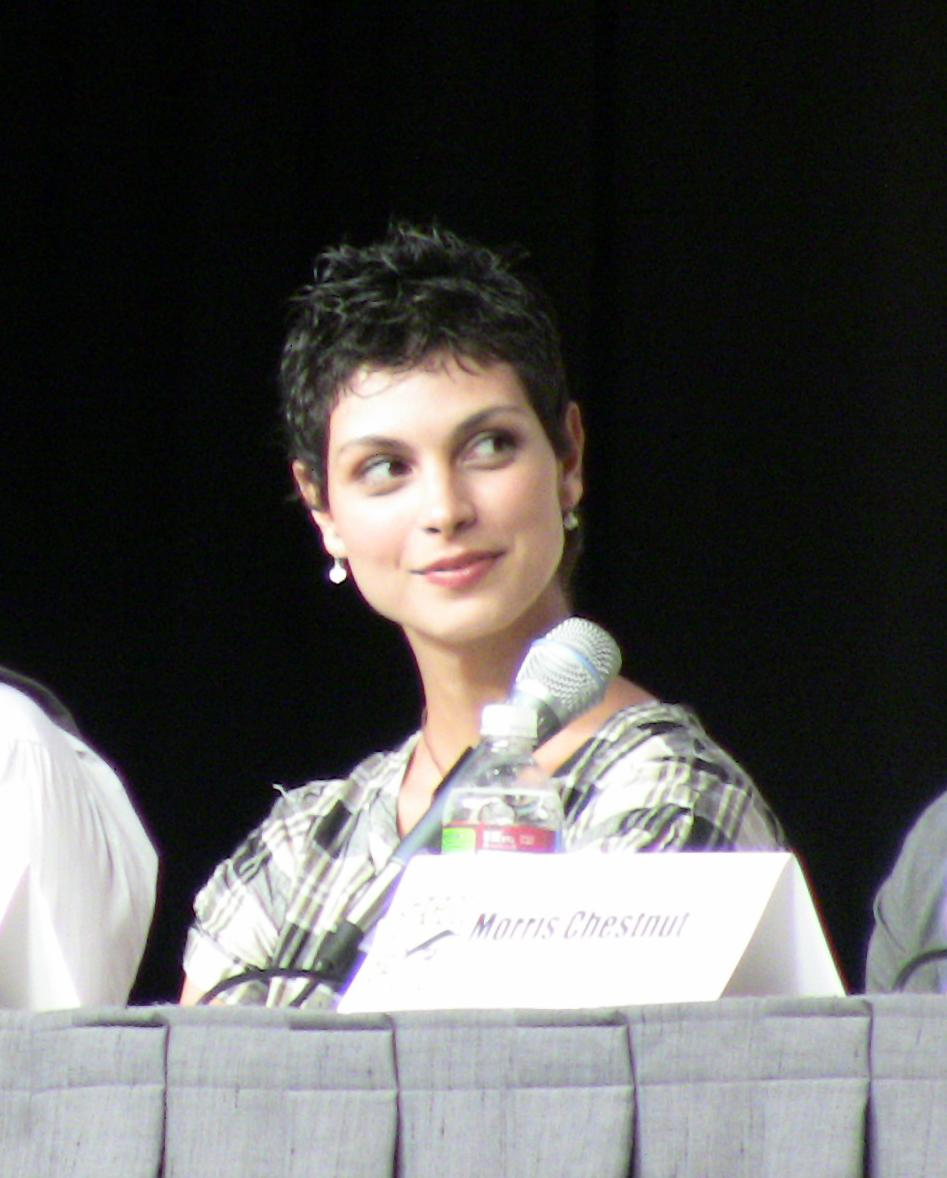
Inara

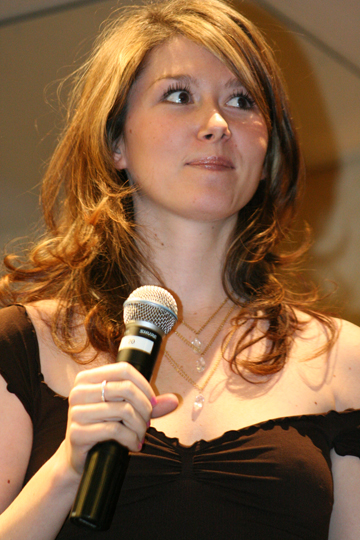
Kaylee

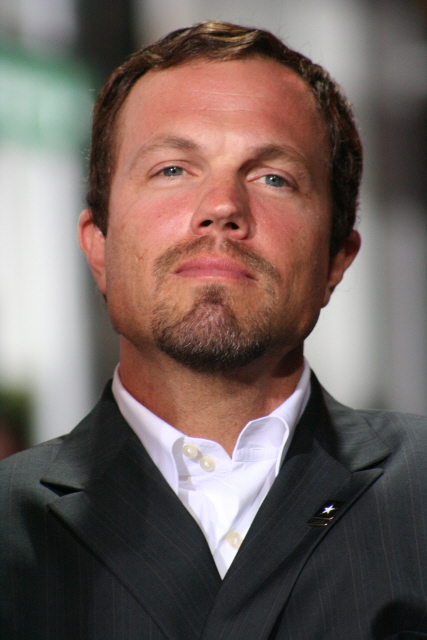
Jayne

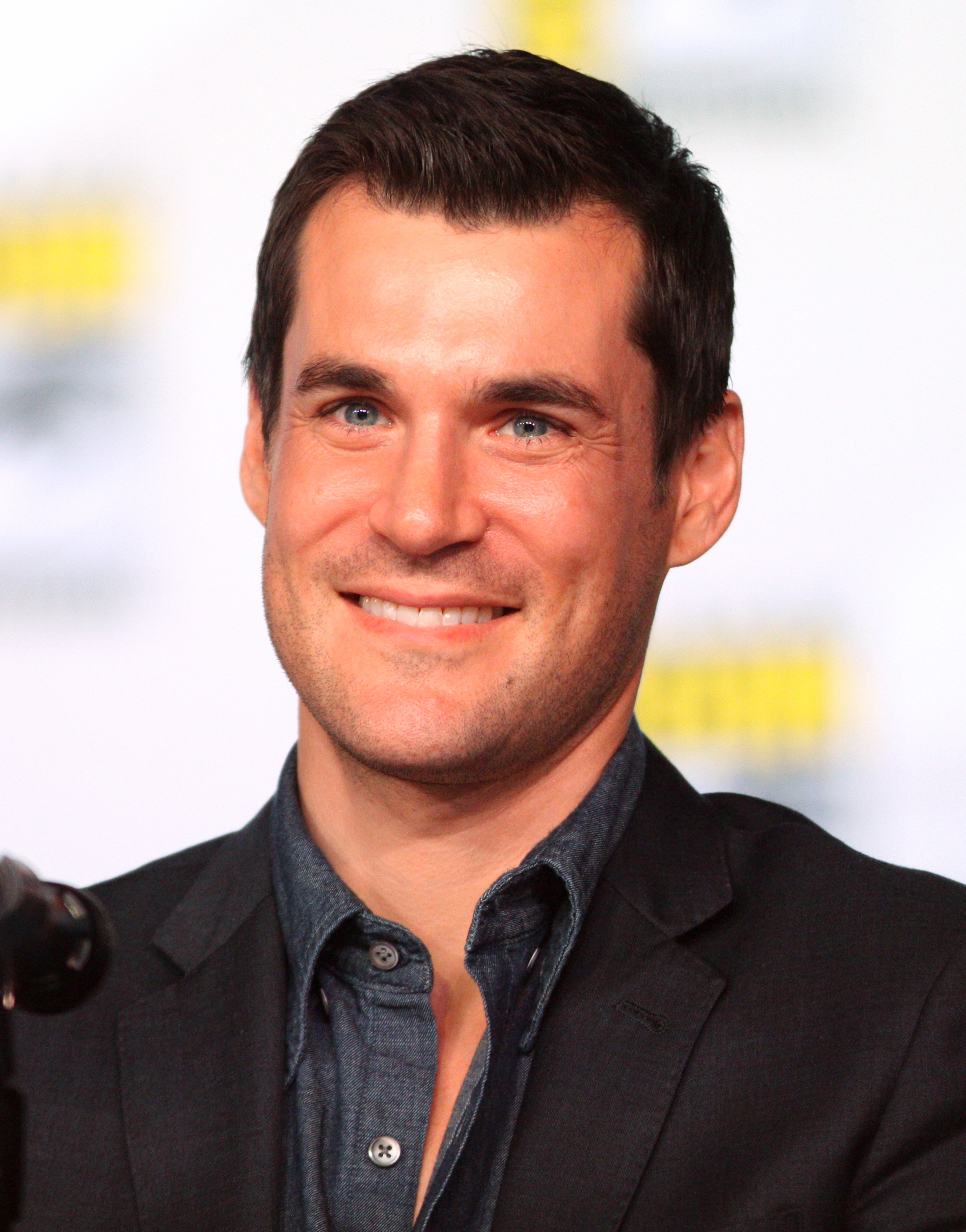
Simon

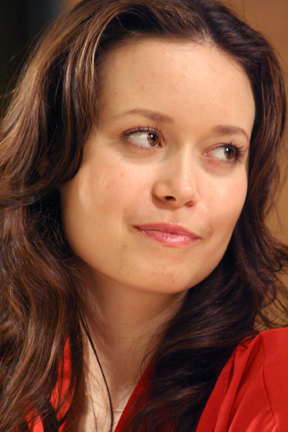
River

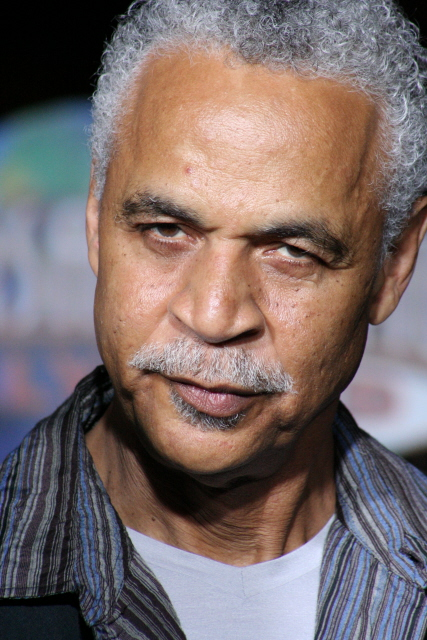
Book

La serie va mostrar una barreja d'elements de l'òpera espacial i gèneres del western, retratant el futur de la humanitat d'una manera diferent que la majoria de programes de ciència-ficció contemporanis, en què no hi ha criatures alienígenes o batalles espacials. Firefly succeeix en un futur multicultural, primàriament una fusió de les cultures xinesa i occidental, on hi ha una divisió significativa entre rics i pobres. Com a resultat de l'Aliança xinès-nord-americana, el Xinès Mandarí és un segon idioma comú; s'usa en publicitat, i els personatges en el programa freqüentment usen insults i paraules xineses. D'acord amb el comentari de DVD sobre l'episodi "Serenity", això s'explicava per ser el resultat que fossin la Xina i els Estats Units les dues superpotències que es van expandir a l'espai.
El programa també caracteritza argot no usat en la cultura contemporània, com ara adaptacions de paraules modernes, o noves paraules (ex. "shiny"-brillant- com a sinònim de "cool" -guai-). S'empren també caràcters xinesos i un dialecte del Vell Oest. Com va apuntar un crític: "El diàleg tendia a ser un estrany puré de sarcasmes, vell argot rústic de l'Oest, i retalls de xinès".
Tim Minear i Joss Whedon han apuntat a diverses escenes que opinaven que exposaven la visió del programa. Una escena en l'episodi pilot original "Serenity", quan Mal està menjant amb bastonets xinesos i té una tassa de llautó de l'Oest al costat del plat, l'altra està en l'episodi "The Train Job" (El treball del Tren), quan Mal és llançat a través d'una finestra hologràfica del bar. El DVD del documental del 'com es va fer' revela el distintiu frontispici de la sèrie (on Serenity plana sobre un corral de cavalls sense ferrar) com l'intent de Whedon de capturar "tot el que es necessita entendre sobre la sèrie en cinc segons".
Una de les lluites que Whedon va tenir amb la FOX va ser el to de la serie, especialment amb el personatge principal Malcom Reynolds. La FOX va pressionar a Whedon per fer el seu personatge més "jovial", ja que temien que fos massa tètric en l'episodi pilot original. A més a més, la FOX no estava contenta amb el fet que la sèrie s'implica amb els "no-ningú" que "van ser aixafats per la política" en comptes dels creadors de la política actual.
La sèrie també posava en relleu escenes espacials en què no figurava cap so, implícitament observant la manca de transmissió de so en el buit de l'espai. Això era un contrapunt amb la majoria d'altres sèries de ciència-ficció que afegeixen so per a donar un efecte dramàtic o per amplificar l'acció.

## Personatges
Els personatges principals de la sèrie són els 9 membres de la tripulació de Serenity, aquests han d'enfrontar-se amb criminals, suposats aliats que els traeixen, les forces de l'Aliança, els perillosos Reavers i els misteriosos homes de les mans blaves - que semblen ser agents d'una organització secreta englobada en la mega-corporació Blue-Sun.
La tripulació necessita obtenir suficients ingressos per mantenir la nau en l'aire sense cridar massa l'atenció per evitar els seus adversaris. La seva situació es complica encara més amb els conflictes freqüents que enfronten els diferents membres de la tripulació.
- Malcolm "Mal" Reynolds (Nathan Fillion) - És el capità de la Serenity, juntament amb la seva segona al comandament Zoë Washburn, són veterans de la Guerra de la unificació, on van lluitar com a "Casaques Marrons" independentistes en contra del control de l'Aliança.

Després de la guerra en Mal compra la Serenity i allistar, junt amb la Zoë, una tripulació que es mantingui lluny de l'Aliança per així poder viure les seves pròpies vides. Fa la impressió de ser un tipus dur, però en el fons té un cor d'or que és el que el fica en majors problemes, ja que no pot abandonar a ningú amb problemes i vol arreglar tot allò que troba al seu pas.
- Zoë Alleyne Washburne (Gina Torres) - La segona al comandament, després del capità, una soldat que va viure els temps de la Guerra al costat del capità i de qui no s'ha separat des d'aleshores. Es va unir al capità en la Serenity i es va casar amb el pilot que van allistar, Wash.

Zoë i el capità van sempre junts a les missions a causa de la gran confiança que tenen l'un en l'altre.
- Hoban "Wash" Washburne (Alan Tudyk) - Un expert pilot que fa el que vol amb la Serenity. És un home sempre optimista i sempre a punt per ajudar a la seva tripulació. Enamorat i sempre preocupat per la seva letal dona.
- Inara Serra (Morena Baccarin) - Inara no és part de la tripulació com a tal, ja que té llogada una de les dues llançadores de la nau, i no rep ordres del capità, però si es considera part de la família de la Serenity.

És una acompanyant, una barreja entre una cortesana d'alt rang i una geisha del segle XXVI. Rep als seus clients en la seva llançadora i té allà on va un grup de clients sempre esperant-la.
Manté una relació especial d'amor-odi amb el capità dissimulada sota l'aparença d'una relació estrictament professional. En la seva relació hi ha un constant estira i arronsa, ja que cap dels dos és capaç de treure a la llum els sentiments que hi ha entre ells.
- Kaywinnit "Kaylee" Frye (Jewel Staite) - Ella és la mecànica de la nau tot i no tenir una titulació sinó tan sols les classes del seu pare, arregla a la nau per instint, perquè l'entén i la vol, fins al punt de prendre qualsevol insult contra la nau com un assumpte personal, i anticipar-se als dolors de la seva petita Firefly com si es tractés d'una mare.

Ella sempre és alegre i positiva, i sent més que ningú la pertinença a la família de la Serenity. Des que Simon va entrar a la nau sent alguna cosa per ell i mantenen una complicada relació de vull i no puc.
- Jayne Cobb (Adam Baldwin) - El tipus dur i sense cor de la nau. Un home amant de les armes, sense educació ni ètica, l'únic interès són els diners i les dones. Ell és l'únic que es resisteix a formar part d'una família, sentint que ell només forma part de si mateix i no li deu res a ningú més que a si mateix.
- Dr. Simon Tam (Sean Maher) - La tripulació en el seu capítol pilot recull alguns passatgers per dur-los a un altre planeta i així guanyar alguns diners, entre ells hi ha el Pastor i els germans Simon i River Tam, que acabaran unint-se a la tripulació.

Ell i la seva germana provenen d'una respectable família criada en els planetes centrals de la Aliança. Metge de gran prestigi com a cirurgià, va abandonar la seva carrera i als seus pares per rescatar la seva germana d'una institució que experimentava amb ella, convertint-se en un dels fugitius més buscats per la Aliança.
- River Tam (Summer Glau) - River és la germana petita del prestigiós metge Simon Tam, va ser una nena prodigi sotmesa a experiments per l'Aliança i rescatada del seu martiri pel seu germà, que va deixar enrere la seva gran carrera com a cirurgià per passar a ser fugitius buscats en cada racó del sistema.

Els experiments que li van fer a la petita la van convertir en un estranya persona, amb atacs esquizofrènics i que sent veus. Es descobrirà que la van convertir en una psíquica i va obtenir increïbles habilitats ...
- Derrial Book (Ron Glass) - Va entrar en contacte amb la Serenity com un dels passatgers del capítol pilot, i va acabar quedant-se com a part de la tripulació. És reverend, encara que amb un passat misteriós que el fa coneixedor de coses que cap home de Déu hauria de saber.

Tots aquests personatges apareixen en tots els episodis amb l'excepció de Book, que no apareix en el capítol Ariel.

## Capítols
Firefly consta de 14 capítols d'una única temporada.
| 1 | Serenity           | 20 de desembre de 2002 | ? |  |  |  |
| Episodi pilot. Als tripulants de la Serenity se'ls uneixen tres estranys passatgers. |                    |                        |   |  |  |  |
| |                    |                        |   |  |  |  |
| 2 | «The Train Job»    | 20 de desembre de 2002 | ? |  |  |  |
| Adelei Niska els contracta per dur a terme un robatori a un tren. Les coses es compliquen quan descobreixen que el que han robat són medicines. |                    |                        |   |  |  |  |
| |                    |                        |   |  |  |  |
| 3 | «Bushwhacked»      | 27 de setembre de 2002 | ? |  |  |  |
| La tripulació troba una nau espacial a la deriva. La nau ha estat atacada per Reavers. |                    |                        |   |  |  |  |
| |                    |                        |   |  |  |  |
| 4 | «Shindig»          | 1 de novembre de 2002  | ? |  |  |  |
| Malcolm Reynolds ha de lluitar en duel amb un aristòcrata local. |                    |                        |   |  |  |  |
| |                    |                        |   |  |  |  |
| 5 | «Safe»             | 8 de novembre de 2002  | ? |  |  |  |
| Simon i River han estat segrestats. D'altra banda, el reverend Book resulta ferit. Malcolm decideix portar al reverend a un 'Creuer de l'Aliança, abandonant a River i Simon. |                    |                        |   |  |  |  |
| |                    |                        |   |  |  |  |
| 6 | «Our Mrs Reynolds» | 4 d'octubre de 2002    | ? |  |  |  |
| Malcolm es casa sense voler amb una prostituta contractada per saquejar Serenity. |                    |                        |   |  |  |  |
| |                    |                        |   |  |  |  |
| 7 | «Jaynestown»       | 18 d'octubre de 2002   | ? |  |  |  |
| Jayne descobreix que és L'heroi de Canton després d'haver llançat anys abans una caixa forta per error sobre el poble. Això complica les coses. La "cita" d' Inara salva tots. |                    |                        |   |  |  |  |
| |                    |                        |   |  |  |  |
| 8 | «Out of Gas»       | 25 d'octubre de 2002   | ? |  |  |  |
| Un incendi a la Serenity fereix greument a Zoe i fa que una peça vital de la nau falli. Serenity queda a la deriva, sense suport vital, i Malcolm Reynolds es queda en ella. En aquest capítol veiem la història de l'adquisició de Serenity, i la història dels seus tripulants. |                    |                        |   |  |  |  |
| |                    |                        |   |  |  |  |
| 9 | «Ariel»            | 15 de novembre de 2002 | ? |  |  |  |
| Simon contracta a la tripulació de la nau per assaltar un hospital. Mentre part de la tripulació roben medicines, ell tracta d'esbrinar usant un escàner què li passa a River. |                    |                        |   |  |  |  |
| |                    |                        |   |  |  |  |
| 10 | «War Stories»      | 6 de desembre de 2002  | ? |  |  |  |
| Adelei Niska, que els va contractar a The Train Job, rapta a Malcolm i Wash. Encara que poden alliberar Wash pagant un rescat, alliberar Malcolm els suposa grans problemes. |                    |                        |   |  |  |  |
| |                    |                        |   |  |  |  |
| 11 | «Trash»            | 28 de juny de 2003     | ? |  |  |  |
| Malcolm descobreix a la prostituta amb qui es va casar a punt de casar-se amb un amic seu. Malgrat la traïció anterior, la situació en la Serenity fa que acceptin la feina que la prostituta els ofereix: el robatori de la primera pistola làser.                               |                    |                        |   |  |  |  |
| |                    |                        |   |  |  |  |
| 12 | «The Message»      | 15 de juliol de 2003   | ? |  |  |  |
| Malcolm i Zoe reben un paquet que conté el cos d'un ex company de la guerra. El seu últim desig és ser transportat a casa. |                    |                        |   |  |  |  |
| |                    |                        |   |  |  |  |
| 13 | «Heart of Gold»    | 19 d'agost de 2003     | ? |  |  |  |
| Inara rep el missatge d'una amiga seva, madame d'un prostíbul. La tripulació és contractada per defensar el prostíbul d'un cacic local, que després de deixar embarassada una prostituta, vol robar-li el fill.                                                                   |                    |                        |   |  |  |  |
| |                    |                        |   |  |  |  |
| 14 | «Objects in Space» | 13 de desembre de 2002 | ? |  |  |  |
| Un caça-recompenses contractat per a capturar River aconsegueix entrar a la nau. No obstant això, River ha desaparegut. |                    |                        |   |  |  |  |
| |                    |                        |   |  |  |  |

## Nau Serenity
Va ser comprada per Mal en una ferralleria. Serenity és una nau classe Firefly (cuca de llum), per la seva disseny, és un model antic i obsolet. D'aspecte auster i rude està construïda en acer dur el que, teòricament, la fa idònia per resistir impactes de bales. És utilitzada per traficants i pirates a causa del seu disseny ple de racons on amagar mercaderies i armes. Quan va ser comprada estava avariada, sense possibilitat de funcionar i en un estat pèssim de manteniment. Està equipada amb un motor central que proporciona energia als dos propulsors que es troben als costats. Aquests poden girar 360 proporcionant propulsió horitzontal o vertical. A més el motor alimenta el suport d'oxigen, calefacció i electricitat de la nau, encara que té un sistema d'emergència per al suport vital. En la sèrie s'esmenta que la nau utilitza un motor de gravetat encara que no específica si també és emprat per mantenir la gravetat dins de la nau. Aquesta hipòtesi queda descartada, ja que la gravetat segueix funcionant fins i tot amb el motor apagat. Pel que sembla utilitza combustible que ha de ser reposat amb el temps.
La nau està equipada amb una cabina de tripulació, dormitoris per a la tripulació, cuina, sala d'estar i menjador, sala de màquines, infermeria i un gran celler per a les mercaderies. A més inclou dos transbordadors, un ocupat per Inara i un altre lliure. Són usats com càpsules d'emergència per evacuar la nau, per al transport de passatgers a terra o altres usos.

## Música
El tema principal "The Ballad of Serenity", va ser escrita pel mateix Joss Whedon i cantada per Sonny Rhodes. Whedon va escriure la cançó abans que la sèrie fos aprovada. Aquesta gravació preliminar cantada per ell s'inclou com a extra en la versió nord-americana dels DVD. La banda sonora es va posar a la venda en CD el 8 de novembre de 2005 per Varèse Sarabande. S'hi manifesta la fusió cultural que existeix a la sèrie.
Greg Edmonson compon la banda sonora, ell afirma que escriu per l'emoció del moment, però que també escriu per als personatges. Edmonson desenvolupa una col·lecció de símbols musicals per a la sèrie, per exemple " Serenity "és la peça usada quan tornen a la nau, o quan es reuneixen clandestinament, perquè és "el so de la seva llar". La cançó que sona al final del capítol "El missatge", quan la tripulació plora la mort de Tracey, que va ser l'última escena rodada, va ser escrita a manera de comiat, per la qual cosa té un alt valor emocional per Edmonson.

## Pel·lícula
El 2005 s'estrena la pel·lícula "Serenity", continuació de la sèrie cancel·lada. La pel·lícula s'arriba a fer gràcies a una demanda massiva i un gran suport per part dels fans, autoanomenats "casaques marrons" (Browncoats en anglès) en referència als soldats independentistes de la guerra (bàndol perdedor) entre els quals hi ha Mal Reynolds i Zoë Washburne, els fans s'organitzen entre d'altres mitjançant pàgines web i promouen diverses activitats promocionals, un dels lemes de les campanyes és "Can't stop de signal", lema del personatge Mr. Universe (David Krumholtz) a la pel·lícula, aquests esforços per part dels fans i els seus èxits es van recollir en el documental "Done the impossible" (2006).
A Catalunya, la pel·lícula s'estrena durant la Gala d'Inauguració del Festival de Cinema de Sitges del 2005, amb la presència del mateix Joss Wheddon i dels actors Nathan Fillion (Malcom "Mal" Reynolds) i Summer Glau (River Tam).
La història és represa aproximadament dos mesos després de l'últim capítol de la sèrie, i resumeix la línia argumental del que haguessin estat les seves dues primeres temporades. En ella un important agent de l'Aliança persegueix a la tripulació de la nau Serenity per caçar a dos dels seus passatgers. Hi ha rumors sobre la possibilitat d'una altra pel·lícula, però per ara no hi ha res segur.

## Les sessions de River Tam
Les sessions de River Tam és un conjunt de cinc curtmetratges realitzats per a la promoció de Serenity. Se situen cronològicament abans del començament de la sèrie, quan River Tam encara es troba captiva de l'Aliança, i mostren el progressiu canvi del personatge interpretat per Summer Glau, que comença sent una innocent nena prodigi per acabar esdevenint una impredictible i mentalment inestable jove. El personatge de l'interrogador és interpretat pel mateix Joss Whedon (encara que fora de càmera).

## Còmics
Dark Horse Comics ha publicat diversos còmics desenvolupats per Joss Whedon relacionats amb l'univers de Firefly. Serenity: Those Left Behind (3 números, 104 pàgines), publicat el 2005, es podria considerar un nexe narratiu d'unió entre la sèrie i la pel·lícula, ja que se situa cronològicament entre ambdues i explica algunes llacunes d'aquesta última respecte a la primera (com la desaparició dels homes de les mans blaves). Serenity: Better Days (3 números, 80 pàgines), d'altra banda, editat el 2008, narra com la tripulació de la nau es fa rica després d'un treball reeixit. Els one-shots Serenity: Downtime and The Other Half i Serenity: Float Out en els quals Whedon explorava fils argumentals que hauria volgut explorar més a la sèrie. Les dues mini-sèries es van publicar més tard en forma col·leccionada com a novel·la gràfica de tapa dura i de butxaca.
Una sèrie de sis números titulada Serenity: Leaves on the Wind va començar el gener del 2014 i la sèrie té lloc després dels fets de la pel·lícula. Una sèrie de sis números titulada Serenity: No Power in the 'Vers va començar a l'octubre de 2016 i la sèrie se situa aproximadament 1,5 anys després de Leaves on the Wind.
Al juliol de 2018, Boom! Studios va anunciar que havien adquirit la llicència de publicació de còmics i novel·les gràfiques per a Firefly amb els plans de llançar noves sèries mensuals de còmics, sèries limitades, novel·les gràfiques originals i molt més.